# Copa del Rey de 2022–23
A Copa del Rey de futebol de 2022–23 foi a 119º edição da competição nacional por eliminatórias do futebol espanhol. O vencedor ganha uma vaga na fase de grupos da Liga Europa da UEFA de 2023–24. O campeão e vice-campeão ganham vaga na Supercopa da Espanha de 2023–24.
O detentor do título é o Betis, após vencer o Valencia nos pênaltis na edição passada.

## Formato
No formato atual da Copa del Rey, um total de 115 equipes jogam, divididas nas seguintes categorias:
Para chegar à final, serão disputadas seis fases eliminatórias, todas em uma única partida, exceto as semifinais, que serão disputadas no formato de ida e volta. Na primeira rodada eliminatória, as 10 equipes da Prévia Interterritorial serão emparelhadas com as 10 da Primeira Divisão. As 28 equipes restantes da Primeira e Segunda Divisão serão emparelhadas com as 4 da Copa RFEF, as 21 equipes da Terceira Divisão e três da Segunda B. As demais equipes da Segunda B se enfrentarão, ficando uma delas fora desta primeira eliminatória. As equipes que participam da Supercopa não jogarão até a terceira fase. A primeira fase é composta por 56 jogos, com 111 times participantes. Os vencedores terão acesso à segunda fase.

## Participantes

### La Liga
As 20 equipes da La Liga de 2021–22; as quatro equipes calssificadas para a Supercopa da Espanha de 2022–23 entrarão na Terceira fase.
| - Alavés             |
| - Athletic Bilbao    |
| - Atlético de Madrid |
| - Barcelona          |
| - Cádiz              |

| - Celta de Vigo |
| - Elche         |
| - Espanyol      |
| - Getafe        |
| - Granada       |

| - Levante        |
| - Mallorca       |
| - Osasuna        |
| - Rayo Vallecano |
| - Betis          |

| - Real Madrid   |
| - Real Sociedad |
| - Sevilla       |
| - Valencia      |
| - Villarreal    |

### Segunda División
Todas os times, excluindo os reservas, da temporada 2021–22.
| - Alcorcón   |
| - Almería    |
| - Amorebieta |
| - Burgos     |
| - Cartagena  |
| - Eibar      |

| - Fuenlabrada |
| - Girona      |
| - Huesca      |
| - Ibiza       |
| - Las Palmas  |

| - Leganés      |
| - Lugo         |
| - Málaga       |
| - Mirandés     |
| - Ponferradina |

| - Real Oviedo       |
| - Valladolid        |
| - Sporting de Gijón |
| - Tenerife          |
| - Zaragoza          |

### Primera División RFEF
Os cinco melhores times, não reservas, de cada grupo da temporada 2021–22.
| - Albacete          |
| - Andorra           |
| - Atlético Baleares |

| - Deportivo La Coruña |
| - Gimnàstic           |
| - Linares             |

| - Logroñés      |
| - Racing Ferrol |

| - Racing Santander |
| - Rayo Majadahonda |

### Segunda División RFEF
Os cinco melhores times, não reservas, de cada um dos cinco grupos da temporada 2021–22
| - Arenas          |
| - Cacereño        |
| - Ceuta           |
| - Córdoba         |
| - Coria           |
| - Coruxo          |
| - Cristo Atlético |

| - Eldense              |
| - Gernika              |
| - Hércules             |
| - Ibiza Islas Pitiusas |
| - Intercity            |
| - La Nucía             |

| - Lleida Esportiu |
| - Mérida          |
| - Real Murcia     |
| - Numancia        |
| - Peña Deportiva  |
| - Pontevedra      |

| - Navalcarnero |
| - Racing Rioja |
| - San Juan     |
| - Sestao       |
| - Teruel       |
| - Unión Adarve |

### Tercera División RFEF
Todos os campeões de cada grupo, excluindo os times reservas, e os sete melhores segundos colocados com melhor coeficiente.
| - Alfaro             |
| - Almazán            |
| - Arnedo             |
| - Atlético Paso      |
| - Atlético Saguntino |
| - Beasain            |
| - Cirbonero          |

| - Diocesano                  |
| - Gimnástica Torrelavega     |
| - Club Deportivo Guadalajara |
| - Guijuelo                   |
| - Huétor Tájar               |
| - Juventud Torremolinos      |

| - Las Rozas |
| - Lealtad   |
| - Manacor   |
| - Manresa   |
| - Olot      |
| - Ourense   |

| - Quintanar del Rey    |
| - Recreativo de Huelva |
| - Utebo                |
| - Utrera               |
| - Vimenor              |
| - Yeclano              |

### Copa Federación
Os quatro semifinalistas da Copa Federación de 2022.
| - Alzira |

| - Arenteiro |

| - Real Unión |

| - San Roque |

### Ligas Regionais
20 equipes das ligas regionais.
| - Algar            |
| - Amigó            |
| - Atlético Lugones |
| - Autol            |
| - Barbadás         |

| - Cardassar        |
| - Cazalegas        |
| - Ceuta 6 de Junio |
| - Dinamo San Juan  |
| - Fuentes          |

| - L'Alcora              |
| - Los Yébenes San Bruno |
| - Melilla               |
| - Mollerussa            |
| - Montilla              |

| - Rincón        |
| - Santa Amalia  |
| - Turégano      |
| - Universitario |
| - Velarde       |

## Prévia interterritorial
Nesta fase preliminar, que aconteceu em 19 de outubro de 2022, participam os campeões de cada uma das vinte federações territoriais emparelhados sob critérios de proximidade geográfica.
| Jogo | Equipe 1         | Placar          | Equipe 2              |
| ---- | ---------------- | --------------- | --------------------- |
| 1    | Autol            | 1 – 1 (8–7 pen) | Dinamo San Juan       |
| 2    | Barbadás         | 2 – 1           | Atlético de Lugones   |
| 3    | Velarde          | 1 – 0           | Turégano              |
| 4    | Mollerussa       | 4 – 2           | Cardassar             |
| 5    | Amigó            | 0 – 3           | Fuentes               |
| 6    | Ceuta 6 de Junio | 0 – 3           | L'Alcora              |
| 7    | Montilla         | 0 – 0 (3–5 pen) | Rincón                |
| 8    | Algar            | 4 – 1           | Melilla               |
| 9    | Cazalegas        | 2 – 1           | Los Yébenes San Bruno |
| 10   | Santa Amalia     | 2 – 1           | Universitario         |

## Primeira Fase
Foi disputada por um total de 110 equipes: as 16 equipes da La Liga, 20 equipes da Segunda División, 19 equipes da Primera Federación, 34 da Segunda Federación, 7 da Tercera Federación e os 10 times ganhadores da prévia inter territorial. Os quatro times classificados para a Supercopa da Espanha 2022–23 (Betis, Real Madrid, Barcelona e Valencia) e o Racing Santander, atual campeão da Primera Federación, avançaram diretamente para a Terceira Fase.
O sorteio aconteceu em 24 de outubro de 2022, foram jogadas um total de 55 partidas, nos dias 12 e 13 de novembro de 2022. Os ganhadores avançaram para a Segunda Fase.
| Jogo | Equipe 1                   | Placar          | Equipe 2            |
| ---- | -------------------------- | --------------- | ------------------- |
| 11   | L'Alcora                   | 0 – 3           | Elche               |
| 12   | Velarde                    | 0 – 2           | Sevilla             |
| 13   | Santa Amalia               | 0 – 9           | Villarreal          |
| 14   | Rincón                     | 0 – 3           | Espanyol            |
| 15   | Autol                      | 0 – 6           | Mallorca            |
| 16   | Fuentes                    | 1 – 4           | Osasuna             |
| 17   | Algar                      | 1 – 6           | Celta de Vigo       |
| 18   | Cazalegas                  | 1 – 4           | Real Sociedad       |
| 19   | Barbadás                   | 0 – 2           | Valladolid          |
| 20   | Mollerussa                 | 1 – 3           | Rayo Vallecano      |
| 21   | Real Unión                 | 3 – 2           | Cádiz               |
| 22   | Arenteiro                  | 2 – 0           | Almería             |
| 23   | Alzira                     | 0 – 2           | Athletic Bilbao     |
| 24   | San Roque                  | 2 – 3           | Getafe              |
| 25   | Quintanar del Rey          | 1 – 2           | Girona              |
| 26   | Almazán                    | 0 – 2           | Atlético de Madrid  |
| 27   | Manacor                    | 1 – 3           | Andorra             |
| 28   | Vimenor                    | 0 – 2           | Mirandés            |
| 29   | Huétor Tájar               | 0 – 3           | Albacete            |
| 30   | Lealtad                    | 0 – 2           | Tenerife            |
| 31   | Las Rozas                  | 0 – 3           | Eibar               |
| 32   | Peña Deportiva             | 1 – 1 (7–8 pen) | Málaga              |
| 33   | Olot                       | 0 – 4           | Levante             |
| 34   | Yeclano                    | 2 – 3           | Granada             |
| 35   | Club Deportivo Guadalajara | 2 – 1           | Ponferradina        |
| 36   | Alfaro                     | 0 – 1           | Cartagena           |
| 37   | Recreativo de Huelva       | 0 – 0 (3–4 pen) | Burgos              |
| 38   | Teruel                     | 0 – 1           | Las Palmas          |
| 39   | Gernika                    | 0 – 0 (6–5 pen) | Leganés             |
| 40   | Gimnástica Torrelavega     | 2 – 3           | Real Oviedo         |
| 41   | Diocesano                  | 1 – 0           | Zaragoza            |
| 42   | Juventud Torremolinos      | 2 – 2 (4–2 pen) | Huesca              |
| 43   | Arenas                     | 1 – 0           | Lugo                |
| 44   | Cristo Atlético            | 0 – 2           | Ibiza               |
| 45   | Beasain                    | 2 – 3           | Sporting de Gijón   |
| 46   | Lleida Esportiu            | 0 – 1           | Alavés              |
| 47   | Guijuelo                   | 2 – 0           | Deportivo La Coruña |
| 48   | Atlético Paso              | 1 – 1 (3–2 pen) | Real Murcia         |
| 49   | Utebo                      | 2 – 2 (3–4 pen) | Mérida              |
| 50   | Cacereño                   | 3 – 0           | Córdoba             |
| 51   | Ibiza Islas Pitiusas       | 3 – 1           | Rayo Majadahonda    |
| 52   | Coruxo                     | 2 – 2 (2–4 pen) | Eldense             |
| 53   | Atlético Saguntino         | 1 – 0           | Amorebieta          |
| 54   | Manresa                    | 1 – 3           | Pontevedra          |
| 55   | Coria                      | 2 – 0           | Fuenlabrada         |
| 56   | San Juan                   | 0 – 2           | Numancia            |
| 57   | Cirbonero                  | 0 – 1           | Intercity           |
| 58   | Arnedo                     | 1 – 1 (4–3 pen) | Atlético Baleares   |
| 59   | Unión Adarve               | 1 – 2           | Linares             |
| 60   | Navalcarnero               | 1 – 3           | Logroñés            |
| 61   | Racing Rioja               | 0 – 2           | Gimnàstic           |
| 62   | Ourense                    | 1 – 1 (2–4 pen) | Alcorcón            |
| 63   | Sestao                     | 1 – 0           | Racing Ferrol       |
| 64   | Hércules                   | 2 – 4           | La Nucía            |
| 65   | Utrera                     | 0 – 1           | Ceuta               |

## Segunda Fase
Foi disputada por um total de 56 equipes: as 55 equipes provenientes da fase anterior e o Racing Santander O sorteio aconteceu em 16 de novembro de 2022, foram jogadas um total de 28 partidas, nos dias 20, 21 e 22 de dezembro de 2022. Os ganhadores avançaram para a Terceira Fase.
| Jogo | Equipe 1                   | Placar          | Equipe 2           |
| ---- | -------------------------- | --------------- | ------------------ |
| 66   | Real Unión                 | 0 – 1           | Mallorca           |
| 67   | Arenteiro                  | 1 – 3           | Atlético de Madrid |
| 68   | Arenas                     | 1 – 5           | Valladolid         |
| 69   | Club Deportivo Guadalajara | 0 – 3           | Elche              |
| 70   | Juventud Torremolinos      | 0 – 3           | Sevilla            |
| 71   | Arnedo                     | 1 – 3           | Osasuna            |
| 72   | Sestao                     | 0 – 1           | Athletic Bilbao    |
| 73   | Atlético Saguntino         | 0 – 0 (1–3 pen) | Rayo Vallecano     |
| 74   | Guijuelo                   | 1 – 2           | Villarreal         |
| 75   | Gernika                    | 0 – 3           | Celta de Vigo      |
| 76   | Atlético Paso              | 0 – 1           | Espanyol           |
| 77   | Diocesano                  | 0 – 2           | Getafe             |
| 78   | Coria                      | 0 – 5           | Real Sociedad      |
| 79   | Cacereño                   | 2 – 1           | Girona             |
| 80   | Ibiza Islas Pitiusas       | 1 – 0           | Eibar              |
| 81   | Linares                    | 1 – 0           | Real Racing        |
| 82   | Eldense                    | 1 – 0           | Burgos             |
| 83   | Mérida                     | 0 – 1           | Deportivo Alavés   |
| 84   | Logroñés                   | 0 – 0 (4–3 pen) | Albacete           |
| 85   | Numancia                   | 0 – 3           | Sporting de Gijón  |
| 86   | Alcorcón                   | 1 – 1 (2–4 pen) | Cartagena          |
| 87   | Gimnàstic                  | 2 – 1           | Málaga             |
| 88   | Ceuta                      | 3 – 2           | Ibiza              |
| 89   | Intercity                  | 2 – 0           | Mirandés           |
| 90   | Pontevedra                 | 2 – 1           | Tenerife           |
| 91   | La Nucía                   | 0 – 0 (6–5 pen) | Las Palmas         |
| 92   | Real Oviedo                | 1 – 0           | Granada            |
| 93   | Levante                    | 2 – 1           | Andorra            |

## Terceira Fase
Foi disputada por um total de 32 equipes: as 28 equipes provenientes da fase anterior e os quatro times participantes da Supercopa 2023. O sorteio aconteceu em 23 de dezembro de 2022, foram jogadas um total de 16 partidas, nos dias 3, 4 e 5 de janeiro de 2023. Os ganhadores avançaram para às Oitavas de final.
| Jogo | Equipe 1             | Placar | Equipe 2           |
| ---- | -------------------- | ------ | ------------------ |
| 94   | Espanyol             | 3 – 1  | Celta de Vigo      |
| 95   | La Nucía             | 0 – 3  | Valencia           |
| 96   | Cartagena            | 1 – 5  | Villarreal         |
| 97   | Cacereño             | 0 – 1  | Real Madrid        |
| 98   | Ceuta                | 1 – 0  | Elche              |
| 99   | Sporting de Gijón    | 2 – 0  | Rayo Vallecano     |
| 100  | Levante              | 3 – 2  | Getafe             |
| 101  | Linares              | 0 – 5  | Sevilla            |
| 102  | Logroñés             | 0 – 1  | Real Sociedad      |
| 103  | Pontevedra           | 0 – 2  | Mallorca           |
| 104  | Real Oviedo          | 0 – 2  | Atlético de Madrid |
| 105  | Intercity            | 3 – 4  | Barcelona          |
| 106  | Deportivo Alavés     | 1 – 0  | Valladolid         |
| 107  | Ibiza Islas Pitiusas | 1 – 4  | Betis              |
| 108  | Gimnàstic            | 1 – 2  | Osasuna            |
| 109  | Eldense              | 1 – 6  | Athletic Bilbao    |

## Fase final

### Tabelão até a final
|  | Oitavas de final   | Oitavas de final   |   |             | Quartas de final | Quartas de final |  |             | Semifinais | Semifinais | Semifinais | Semifinais |  |             | Final | Final |
|  |                    |                    |   |             |                  |                  |  |             |            |            |            |            |  |             |       |       |
|  | Villarreal         | 2                  |   |             |                  |                  |  |             |            |            |            |            |  |             |       |       |
|  | Real Madrid        | 3                  |   |             |                  |                  |  |             |            |            |            |            |  |             |       |       |
|  | Real Madrid        | 3                  |   | Real Madrid | 3                |                  |  |             |            |            |            |            |  |             |       |       |
|  |                    |                    |   | Real Madrid | 3                |                  |  |             |            |            |            |            |  |             |       |       |
|  |                    | Atlético de Madrid | 1 |             |                  |                  |  |             |            |            |            |            |  |             |       |       |
|  | Levante            | Atlético de Madrid | 1 | 0           |                  |                  |  |             |            |            |            |            |  |             |       |       |
|  | Levante            |                    |   | 0           |                  |                  |  |             |            |            |            |            |  |             |       |       |
|  | Atlético de Madrid | 2                  |   |             |                  |                  |  |             |            |            |            |            |  |             |       |       |
|  | Atlético de Madrid | 2                  |   |             |                  |                  |  | Real Madrid | 0          | 4          | 4          |            |  |             |       |       |
|  |                    |                    |   |             |                  |                  |  | Real Madrid | 0          | 4          | 4          |            |  |             |       |       |
|  |                    | Barcelona          | 1 | 0           | 1                |                  |  |             |            |            |            |            |  |             |       |       |
|  | Ceuta              | Barcelona          | 1 | 0           | 1                | 0                |  |             |            |            |            |            |  |             |       |       |
|  | Ceuta              |                    |   |             |                  | 0                |  |             |            |            |            |            |  |             |       |       |
|  | Barcelona          | 5                  |   |             |                  |                  |  |             |            |            |            |            |  |             |       |       |
|  | Barcelona          | 5                  |   | Barcelona   | 1                |                  |  |             |            |            |            |            |  |             |       |       |
|  |                    |                    |   | Barcelona   | 1                |                  |  |             |            |            |            |            |  |             |       |       |
|  |                    | Real Sociedad      | 0 |             |                  |                  |  |             |            |            |            |            |  |             |       |       |
|  | Real Sociedad      | Real Sociedad      | 0 | 1           |                  |                  |  |             |            |            |            |            |  |             |       |       |
|  | Real Sociedad      |                    |   | 1           |                  |                  |  |             |            |            |            |            |  |             |       |       |
|  | Mallorca           | 0                  |   |             |                  |                  |  |             |            |            |            |            |  |             |       |       |
|  | Mallorca           | 0                  |   |             |                  |                  |  |             |            |            |            |            |  | Real Madrid | 2     |       |
|  |                    |                    |   |             |                  |                  |  |             |            |            |            |            |  | Real Madrid | 2     |       |
|  |                    | Osasuna            | 1 |             |                  |                  |  |             |            |            |            |            |  |             |       |       |
|  | Betis              | Osasuna            | 1 | 2(2)        |                  |                  |  |             |            |            |            |            |  |             |       |       |
|  | Betis              |                    |   | 2(2)        |                  |                  |  |             |            |            |            |            |  |             |       |       |
|  | Osasuna            | 2(4)               |   |             |                  |                  |  |             |            |            |            |            |  |             |       |       |
|  | Osasuna            | 2(4)               |   | Osasuna     | 2                |                  |  |             |            |            |            |            |  |             |       |       |
|  |                    |                    |   | Osasuna     | 2                |                  |  |             |            |            |            |            |  |             |       |       |
|  |                    | Sevilla            | 1 |             |                  |                  |  |             |            |            |            |            |  |             |       |       |
|  | Deportivo Alavés   | Sevilla            | 1 | 0           |                  |                  |  |             |            |            |            |            |  |             |       |       |
|  | Deportivo Alavés   |                    |   | 0           |                  |                  |  |             |            |            |            |            |  |             |       |       |
|  | Sevilla            | 1                  |   |             |                  |                  |  |             |            |            |            |            |  |             |       |       |
|  | Sevilla            | 1                  |   |             |                  |                  |  | Osasuna     | 1          | 1          | 2          |            |  |             |       |       |
|  |                    |                    |   |             |                  |                  |  | Osasuna     | 1          | 1          | 2          |            |  |             |       |       |
|  |                    | Athletic Bilbao    | 0 | 1           | 1                |                  |  |             |            |            |            |            |  |             |       |       |
|  | Sporting de Gijón  | Athletic Bilbao    | 0 | 1           | 1                | 0                |  |             |            |            |            |            |  |             |       |       |
|  | Sporting de Gijón  |                    |   |             |                  | 0                |  |             |            |            |            |            |  |             |       |       |
|  | Valencia           | 4                  |   |             |                  |                  |  |             |            |            |            |            |  |             |       |       |
|  | Valencia           | 4                  |   | Valencia    | 1                |                  |  |             |            |            |            |            |  |             |       |       |
|  |                    |                    |   | Valencia    | 1                |                  |  |             |            |            |            |            |  |             |       |       |
|  |                    | Athletic Bilbao    | 3 |             |                  |                  |  |             |            |            |            |            |  |             |       |       |
|  | Athletic Bilbao    | Athletic Bilbao    | 3 | 1           |                  |                  |  |             |            |            |            |            |  |             |       |       |
|  | Athletic Bilbao    |                    |   | 1           |                  |                  |  |             |            |            |            |            |  |             |       |       |
|  | Espanyol           | 0                  |   |             |                  |                  |  |             |            |            |            |            |  |             |       |       |

### Oitavas de final
| Jogo | Equipe 1          | Placar          | Equipe 2           |
| ---- | ----------------- | --------------- | ------------------ |
| 110  | Real Sociedad     | 1 – 0           | Mallorca           |
| 111  | Alavés            | 0 – 1           | Sevilla            |
| 112  | Sporting de Gijón | 0 – 4           | Valencia           |
| 113  | Athletic Bilbao   | 1 – 0           | Espanyol           |
| 114  | Betis             | 2 – 2 (2–4 pen) | Osasuna            |
| 115  | Levante           | 0 – 2           | Atlético de Madrid |
| 116  | Ceuta             | 0 – 5           | Barcelona          |
| 117  | Villarreal        | 2 – 3           | Real Madrid        |

### Quartas de final
| Jogo | Equipe 1    | Placar | Equipe 2           |
| ---- | ----------- | ------ | ------------------ |
| 118  | Real Madrid | 3 – 1  | Atlético de Madrid |
| 119  | Osasuna     | 2 – 1  | Sevilla            |
| 120  | Valencia    | 1 – 3  | Athletic Bilbao    |
| 121  | Barcelona   | 1 – 0  | Real Sociedad      |

### Semifinais
| Jogos   | Equipe 1    | Total | Equipe 2        | Jogo 1 | Jogo 2 |
| ------- | ----------- | ----- | --------------- | ------ | ------ |
| 122/124 | Osasuna     | 2 – 1 | Athletic Bilbao | 1 – 0  | 1 – 1  |
| 123/125 | Real Madrid | 4 – 1 | Barcelona       | 0 – 1  | 4 – 0  |

### Final
| 6 de maio de 2023 | Real Madrid     | 2 – 1     | Osasuna         | La Cartuja, Sevilha                      |
| 22:00 (UTC+2)     | Rodrygo 2', 70' | Relatório | Lucas Torró 58' | Árbitro: ESP José María Sánchez Martínez |

## Premiação
| Copa del Rey 2022-23             |
| -------------------------------- |
| Real Madrid Campeão (20º título) |